# Oligobalistes
Oligobalistes es un género extinto de peces ballesta prehistóricos del orden Tetraodontiformes. Este género marino fue descrito científicamente por Danil'chenko en 1960.

## Especies
Clasificación del género Oligobalistes:
- † Oligobalistes Danil'chenko 1960
  - † Oligobalistes robustus Danil'chenko 1960